# Shell Lake, Wisconsin
Shell Lake este sediul comitatului Washburn, statul Wisconsin, SUA.